# DAG Riga
El DAG Riga fue un equipo de fútbol de Letonia que alguna vez jugó en la Virsliga, la primera división de fútbol en el país.

## Historia
Fue fundado en el año 1936 en la capital Riga con el nombre FK VEF Riga debido a su relación con la  Valsts elektrotehniskā fabrika, empresa dedicada a la electrónica.
En 1939 consigue el ascenso a la Liga Soviética de Letonia por primera vez, y durante la ocupación alemana fue el único equipo de Letonia que conservó su nombre, e incluso después de la segunda ocupación soviética, aunque fue durante ese periodo que llegaron los mayores logros para el club ya que ganaron seis títulos de liga, principalmente en la década de los años 1970 y también ganaron la Copa de Letonia en tres ocasiones.
Cuando llegó la independencia de Letonia la  Valsts elektrotehniskā fabrika empezó a perder fuerza y eso se vio reflejado en el club, aunque el club fue uno de los equipos fundadores de la Virsliga en 1991. En 1992 cambia su nombre por el de VEF-Zenta Riga por razones de patrocinio, y dos años después cambia su nombre por el de DAG Riga, desapareciendo a finales de ese año luego de fusionarse con el Olimpija Liepaja para pasar a llamarse DAG Liepaja.
Actualmente el VEF Riga es considerado el sucesor del Liepajas Metalurgs, uno de los equipos más importantes en la historia de Letonia.

## Palmarés
- Latvian top league (6): 1970, 1971, 1973, 1974, 1975, 1983
- Latvian Cup (3): 1956, 1971, 1987

## Entrenadores

### Entrenadores destacados
- Georgijs Smirnovs